# Chaterina-D-Klasse
Die Chaterina-D-Klasse ist eine Serie von 12 RHIB-Rettungsbooten für die freiwilligen Seenotretter der niederländischen Seenotrettungsgesellschaft KNRM (Koninklijke Nederlandse Redding Maatschappij). RHIB ist die Abkürzung für den englischen Begriff Rigid-Hulled Inflatable Boat und bezeichnet ein Festrumpfschlauchboot. Als Ersatz ihrer Vorgänger der Atlantic-Klasse sind die Neubauten vorgesehen für den Einsatz im Küstennahbereich der Nordsee einschließlich des Wattenmeers sowie an den niederländischen Binnenmeeren.

## Entwicklung
Die KNRM hatte am Ende der 2010er Jahre einen Plan aufgestellt, um bis 2035 ihre Flotte umfassend zu erneuern. Die Gesellschaft will dafür über 15 Jahre jährlich 5,5 Millionen Euro einsetzen und damit rund 83 Millionen Euro investieren. Die Erneuerung betrifft auch die Boote der Atlantic-Klasse, die Anfang der 2000er Jahre in Dienst gestellt worden waren. In enger Zusammenarbeit von KNRM und der Firma Palfinger-Marine entstand auf der Werft in Harderwijk ein erster Neubau, der den Namen Chaterina D erhielt. Der Name wurde zu Ehren des ehemaligen KNRM-Flotteninspektors Dick Veen und seiner Partnerin Chaterina Hollenga gewählt. Nach umfangreichen Probefahrten auf See nahm man noch Optimierungen im Design vor, sodass Ende 2023 der Prototyp an die KNRM übergeben werden konnte. Am 2. Juli 2024 unterzeichnete die KNRM einen Vertrag über 2,7 Millionen Euro mit der Werft Stormer Marine in Hoorn zum Bau der weiteren 11 RHIB.
Die 7,5 Meter (25 Fuß) langen Rettungsboote aus Aluminium bieten Platz für drei Besatzungsmitglieder und können zwölf gerettete Personen aufnehmen. Zum Antrieb dienen zwei Yamaha 115 PS 4-Takt-Motoren, die für eine Geschwindigkeit von 32 Knoten sorgen können. Gegenüber den Vorgängern sind sie deutlich leiser und verursachen geringere CO2-Emissionen. Zur Sicherheit der Personen an Bord verfügen die Boote über eine Selbstaufrichtung für den Fall einer Kenterung. Eine wasserdichte Tasche (Kentersack) auf dem Heckbügel kann mechanisch ausgelöst werden und wirkt wie ein Airbag, der unter Wasser nach oben drückt und das Boot dadurch aufrichtet. In den kommenden Jahren wird die Fa. Stormer in Hoorn durchschnittlich zwei Boote pro Jahr ausliefern, sodass ab 2029 alle bestellten Boote der Chaterina-D-Klasse abgeliefert sind. Für die Chaterina D ist die Station auf der Insel Vlieland vorgesehen.